# Enea
Enea là một chi bướm đêm thuộc họ Noctuidae.